# سوتلانا سولیم
سوتلانا سولیم (انگلیسی: Svetlana Soulim؛ زادهٔ ۲۸ فوریهٔ ۱۹۷۴) بازیکن والیبال اهل اوکراین است.